# زالسيتابين
زالسيتابين (بالإنجليزية: Zalcitabine)‏ هو دواء يُستعمل في علاج:
- إيدز[9]
- عدوى فيروس نقص المناعة البشري AIDS [9]

## دوره
يلعب هذا الدواء دورًا في علاج الأمراض كونه:
- مضاد المئيضة